# Magacela
Magacela es un municipio español de la provincia de Badajoz, en la comunidad autónoma de Extremadura.

## Situación
Se encuentra en la vertiente oriental de la sierra del mismo nombre que, con orientación noroeste-sureste, emerge en la zona noroeste de la comarca de La Serena. Está cerca de Villanueva de la Serena, La Haba, La Coronada y Don Benito.
Pertenece al partido judicial de Villanueva de la Serena.

## Raíz etimológica y significado
Existen varias hipótesis en cuanto al nombre de este municipio, que trataremos de desgranar. Algunos historiadores, defienden que viene originario del árabe Umm Gazala, cuyo significado es (Gran Madre o Casa Grande o Segura). Según Manuel Terrón Albarrán evolucionó de la siguiente manera: Umm Gazala, Ummagazala, Magazala, Magazela y actualmente escrito "Magacela", aunque por toda la comarca corre esta leyenda:

«...La princesa mora que lo habitaba había comido opíparamente, y hubo de dejar los postres ante el estruendoso aparato de guerra de los cristianos, que ya asomaban por almenas y portillos, dándose muerta a la vez que exclamaba: “Amarga cena, amarga cena para mi”. De ahí vino Malgacena y de ahí pasóse a como la conocemos
...»

  POSIBLES DERIVACIONES:
Magacela= ماجاسيل      بحد ذاتها= "maga"   سيلا= "cela" . cella= "depósito".  magnanum= "gran cosa". gaelum= "cielo" magaelum= "caliente" (posible ref. a zona de termas o baños curativos.)  magna cella= "habitación grande".  magae= "brujas/magia" cella= depósito/lugar. Por lo que podría traducirse: "lugar mágico o de la magia", en referencia al uso en época romana del dolmen. (es sabido que tales enterramientos pétreos, eran considerados como lugares muy respetados y visitados por gente para sanar alguna dolencia con la imposición de los elementos hallados en sus ajuares, como hachas, punzones, etc.)
Otra hipótesis del nombre de Magacela, pudiera venir en su descomposición de: "magae"= lugar mágico/sagrado, y "caelum" que significa cielo, o puede hacer referencia a la colina Caelius, una de las siete colinas de la Antigua Roma, al sur del capitolio. De igual modo, significa el nombre de niña de origen romano (Celia), Caelius/Caelia conocido por algunos personajes famosos de la Antigua Roma que pertenecieron a esta familia: Lucio Celio (historiador latino del siglo II a.C.) o Marco Celio Rufo (político y escritor del siglo I a.C.) Es el nombre también de una antigua gens romana fundada por el etrusco Celio Vibenna, que dio su nombre al Collis Cælius, la colina de Celio de Roma (hoy Lateranense), en similitud a la colina existente en Magacela. Pudiendo estar derivado del latín "caelum", por lo que pudo disponer esta localidad de este nombre, acuñado en memoria de la hija de algún cónsul o líder romano de la zona. Sin embargo, en la Edad Media únicamente aparece en el santoral una santa Celia, virgen y mártir cristiana sacrificada por los hunos. Es de origen etrusco en su variante en español, procedente de celi (septiembre).  
Este vocablo etimológicamente, es un sustantivo femenino de procedencia latina bajo denominación «cella», que quiere decir: "dormitorio" o "hueco". Este término actualmente es de uso anticuado. Hace referencia a: "habitaciones que recluyen a los reos o presos", o también se dice a una "cámara o aposento de una vivienda". También deriva en: "Casa en donde se recolectan el grano para su respectivo distribución".
Descomponiendo etimológicamente el vocablo, descubrimos que del latín "cellam" ("cuartito"), y este del protoindoeuropeo *ḱelnā. Sería la siguiente: 
1.- Pequeño cuarto o dormitorio de una prisión o convento. 
2.- Cámara principal o parte de un templo clásico (griego, romano y etrusco), donde está la imagen del dios. Su espacio interior comprendido entre el pronaos y el pórtico. "cella"  del lat. cellae= celda, cámara, capilla, casilla.
La voz latina "Cellarius" o "Cella", étimo de la palabra gallega celeiro (cueva, despensa, bodega); por ello, el topónimo podría hacer referencia a una posada situada en la desaparecida vía romana que pudiera atravesar la zona.
Lugar donde se guardan provisiones: grano, cosechas o animales; Granero, almacén, despensa, bodega, establo, cilla.
En el mundo romano, generalmente va a acompañada de algún tipo de especificación. Ejemplo: "cella penaria" (despensa), "cella vinaria" (bodega para el vino), "cella columbarum" (palomar), "cella anserum" (cobertizo para las ocas). En casas particulares, lugar en que se guardaba el grano, el vino u otros víveres. También se escribe: "cela".
También se baraja la hipótesis de la existencia bodeguera y comercial en época romana en estas tierras, debido al vocablo latino: "magnum" lat. magno (mag- acela) , que hace referencia a: superior a lo normal en cuanto a tamaño, dignidad o importancia. Sinónimo: grande. Es decir, podría hacer referencia a: botella de vino del doble de la capacidad normal, es decir, de 1,5 l, empleada para vinos de guarda desde el siglo XVII. (bodega en latín: "Cellarium").
También no se descarta la posibilidad de una referencia a deidad femenina y romana, que pudiera haber existido en las inmediaciones: ya que el significado de Celia se podría decir que es “Mujer celestial”. Por lo que no es descartable la existencia en las elevaciones orográficas del terreno, algún templo de origen romano dedicado a tal deidad, y de ahí que haya llegado a nuestros días, asociado de igual modo a la teoría de "gran madre" a través del nombre del municipio de Magacela.

## Historia

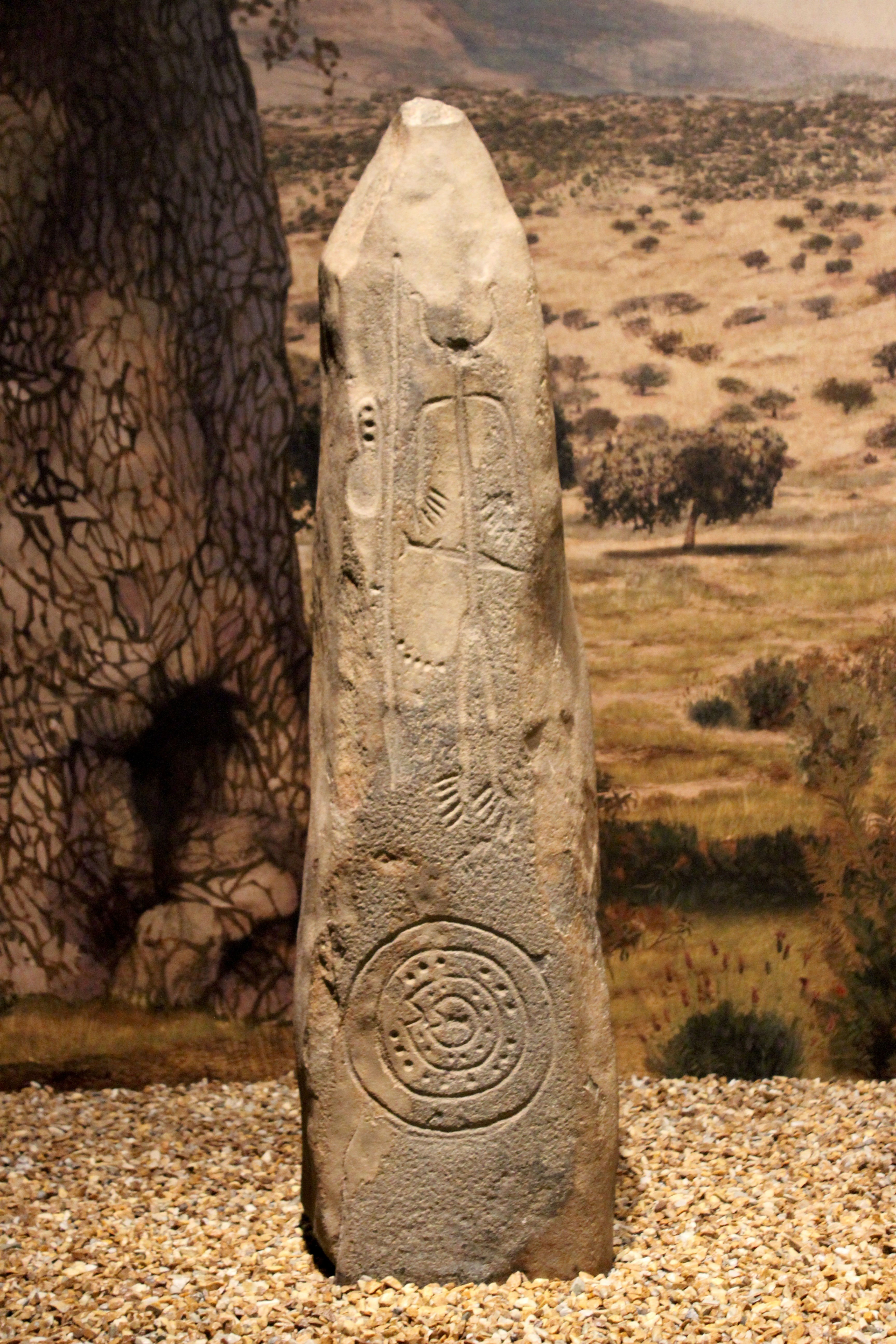
Estela de Magacela (MAN, en Madrid)

Pese a todo, sus orígenes se remontan más atrás en el tiempo, en la época prehistórica, como así dan fe un magnífico dolmen situado en el llano, datado del tercer milenio antes de Cristo, y unas excelentes pinturas rupestres en las paredes de unos abrigos en la sierra. También existe una estela decorada de finales de la Edad del Bronce, la Estela de Magacela, en la cual se habla de la considerable importancia del asentamiento en tiempos remotos. Actualmente dicha estela se encuentra en el Museo Arqueológico Nacional. En el pueblo se conserva una réplica.
Ocupada en época musulmana, fue reconquistada por el maestre de la Orden de Alcántara Frey Arias Pérez durante el reinado de Fernando III. Este monarca la donó el 24 de abril de 1234 a la Orden a cambio de Trujillo.
En los años 1253 y 1254 se deslinda el término de Magacela con los de Hornachos y Medellín, estableciéndose así los límites territoriales de las Órdenes de Alcántara y Santiago.
Magacela quedó incorporada a la Mesa Maestral y en ella se estableció la Casa Prioral, convirtiéndose por tanto en cabeza del partido y en foco de irradiación de su repoblación. Esta no debió ser fácil y eso seguramente explica la importancia y peso de la población morisca en la localidad hasta el siglo XVII, como ocurrió en Hornachos y Benquerencia. Sin embargo, con la determinación de finales del siglo XV de trasladar el Priorato a Villanueva de la Serena, motivada al parecer por la escasez y dificultad de abastecerse de agua, comienza un período de decadencia paulatino que ha llagado hasta nuestros días.
A la caída del Antiguo Régimen la localidad se constituye en municipio constitucional en la región de Extremadura. Desde 1834 quedó integrado en el partido judicial de Villanueva de la Serena. En el censo de 1842 contaba con 286 hogares y 1114 vecinos.

## Demografía
Magacela cuenta con una población de 498 habitantes (INE 2024).
| Gráfica de evolución demográfica de Magacela entre 1842 y 2021                                                                                                  |
| |
| Población de derecho según los censos de población del INE. Población de hecho según los censos de población del INE.En este censo se denominaba Maqueda: 1842. |

## Patrimonio
La población fue declarada localidad Bien de Interés Cultural con la categoría de conjunto histórico en el 7 de marzo de 1994 por sus numerosas muestras de construcciones urbanas antiguas.
Iglesia parroquial católica bajo la advocación de Santa Ana en la archidiócesis de Mérida-Badajoz.

## Fiestas

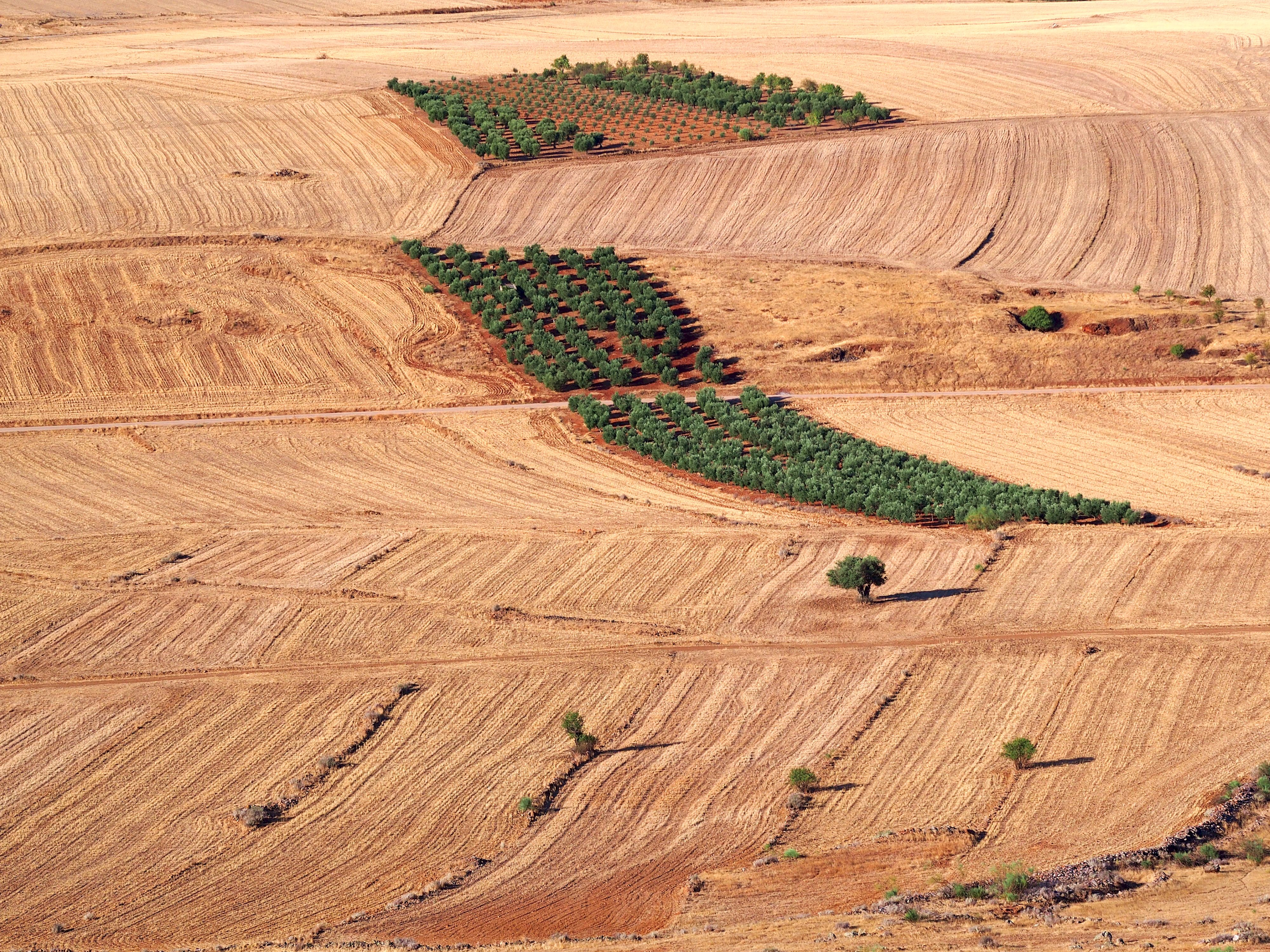
Campos en Magacela

Magacela tiene principalmente dos festividades en el año. A principios de julio se celebran las fiestas de Los Santitos, concretamente el 8 de julio. Dicha festividad es la más importante de Magacela ya que conmemora el martirio sufrido por San Aquila y Santa Priscila, su esposa. Hace más de trescientos años que se celebran las tradicionales fiestas de Los Santitos. Actualmente las fiestas se celebran a partir del viernes más cercano al día 8 de julio.
Posteriormente, en la segunda quincena de agosto se celebran en Magacela otra fiesta muy significativa. En la plaza del pilar, tiene lugar las fiestas que, desde hace unos veinte años, se celebran en homenaje a los emigrantes de la localidad. Destaca en esta fiesta, la caldereta extremeña que el domingo ofrece el Ayuntamiento a todos los asistentes.